# Јохан Франсон
Јохан Франсон (швед. Johan Fransson; рођен 18. фебруара 1985. у Каликсу, Шведска) професионални је шведски хокејаш на леду који игра на позицији одбрамбеног играча.
Од сезоне 2014/15. наступа у швајцарској НЛА лиги за екипу Раперсвила из града Раперсвил-Јона. Током каријере играо је за клубове из неколико земаља, а највеће клупске успехе остварио је у Шведској где је у сезонама 2006/07, 2007/08. и 2012/13. играо финале националног првенства.
Са сениорском репрезентацијом Шведске освојио је титулу светског првака на првенству 2013. играном у Стокхолму и Хелсинкију, односно бронзану медаљу на Светском првенству 2014. у Минску.